# John Scott Haldane
John Scott Haldane (3 de mayo de 1860-15 de marzo de 1936) fue un filósofo y biólogo escocés. 

## Obra
John Scott Haldane se opuso al mecanicismo y defendió la irreductibilidad de los fenómenos teleológicos (adaptación y regulación fisiológica) que aparecen en el mundo vivo. De inspiración neohegeliana, Haldane defiende que en los sistemas vivos las partes están determinadas tanto en su acción recíproca como en sí mismas: 

...no hay nada en las partes que no sea una manifestación del todo...En todo lo que las partes hacen y en todo lo que son, manifiestan el todo.
Haldane

Las investigaciones fisiológicas de J. S. Haldane se orientaron a desarrollar el principio de Claude Bernard por el que el organismo tiende a mantener constante la composición de su "medio interno". En sus estudios en torno a la respiración, Haldane distinguió los procesos de coordinación fisiológica que tiendan a mantener constante la concentración del grado de alcalinidad en la sangre. También fue en 1908 el precursor de las primeras tablas de buceo con aire comprimido, en las que se describe el proceso de absorción del nitrógeno por el organismo al respirarlo a altas presiones, hoy día estas tablas resultan imprescindibles para evitar que los buzos sufran la enfermedad descompresiva.

## Legado
El principal heredero de la concepción filosófico-científica de J. S. Haldane fue el psiquiatra alemán Adolf Meyer-Abich.